# Лечебный стул № 0001
Лечебный стул № 0001 — скульптура в Воронеже. Высота скульптуры 1,3 метра, на изготовление ушло 220 кг бронзы. Выполнена по эскизам художника Александра Ножкина «Лечебный стул № 0001», ушедшего из жизни в 2000 году, исполнили друзья художника, Сергей Горшков и Юрий Астапченко, отлили на воронежском колокололитейном заводе Валерия Анисимова.

## Описание
Лечебный бронзовый стул находится в Воронеже в сквере у Дома областного правительства (вход со стороны улицы Платонова). Этот стул якобы способен исцелить от жадности и других пороков всех желающих.
Лечебный стул № 0001 имеет четыре ножки, сиденье и спинку. На сидении стула изображены ладони, которые (по задумке авторов) способны наделять человека доброй и положительной энергией. На спинке стула написано: «Всяк садящийся заряжается добром и утрачивает жлобскую свою натуру».
Одна из ножек стула выполнена в виде человеческой ноги. Сделано это специально, чтобы напомнить жителям Воронежа об авторе памятника — талантливом художнике Александре Ножкине, не дожившем до открытия памятника.

## Открытие
30 сентября 2011 года состоялось открытие скульптуры.
Установили скульптуру художники галереи «Х. Л. А. М.» в рамках проекта «Паблик арт», цель которого — вывести искусство на улицы, в массы. Губернатор Алексей Гордеев идею поддержал — проект финансировался правительством Воронежской области. На торжественное открытие были приглашены исполнители проекта Сергей Горшков и Юрий Астапченко, родные автора «Лечебного стула № 0001» Александра Ножкина, представители культурной общественности и члены гражданского собрания «Лидер», куда входят представители бизнес-сообщества региона.
«Как и любой объект искусства, стул призван воспитывать в человеке лучшие качества: садишься на него, по тебе проходит ток искусства, и ты заряжаешься добротой. Сколько раз садиться на стул, зависит от степени „заболевания“» — гласит инструкция, установленная рядом со скульптурой.
Скульптуру открыли губернатор Воронежской области Алексей Гордеев и художник Арсений Жиляев. Первым опробовал на себе целебную силу искусства Саша, внук Александра Ножкина. Губернатор призвал воронежцев быть смелее — даже если кто-то уверен в отсутствии у него плохих качеств, присесть на стул хотя бы в качестве профилактики, после чего сел на него сам.
«Мы разрешили поставить его именно здесь с учётом того, что это центр города, тут часто ходят и начальники, и различные богатые люди, а им в первую очередь надо думать о добре и помощи другим. Это, конечно, ирония. Но, тем не менее, эта скульптура дает возможность задуматься о том, что ты за человек, что ты сделал для общества, какую пользу ты несешь близким, друзьям, в коллективе, где ты работаешь. А это очень хорошая вещь, предлагаю всем хотя бы раз в год сюда приходить и посидеть», — сказал Алексей Гордеев.